# عملیات سروال

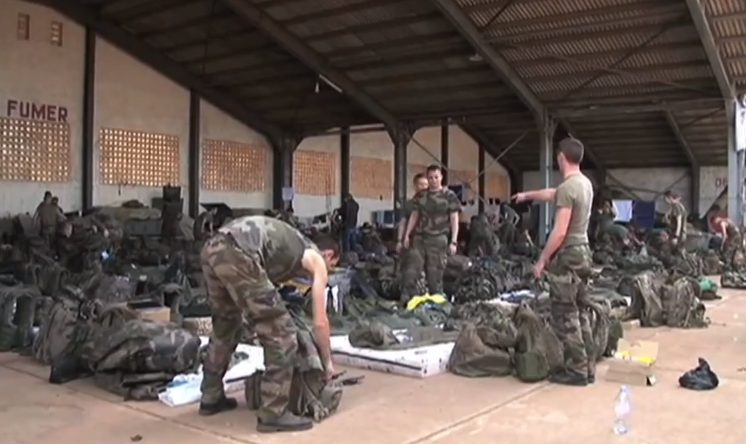
عکسی از واحد توپخانه ارتش فرانسه

عملیات سروال یک عملیات نظامی است که توسط ارتش فرانسه در مالی در حال انجام است. هدف این عملیات بیرون راندن شبه نظامیان اسلامگرا از مناطق شمالی مالی است که در حال پیشروی به سمت مناطق مرکزی این کشور هستند. این عملیات در پی قطعنامه ۲۰۸۵ شورای امنیت سازمان ملل متحد انجام می‌گیرد. نام این عملیات از نام نوعی گربه وحشی آفریقایی به همین نام گرفته شده است.